# Sierra corona

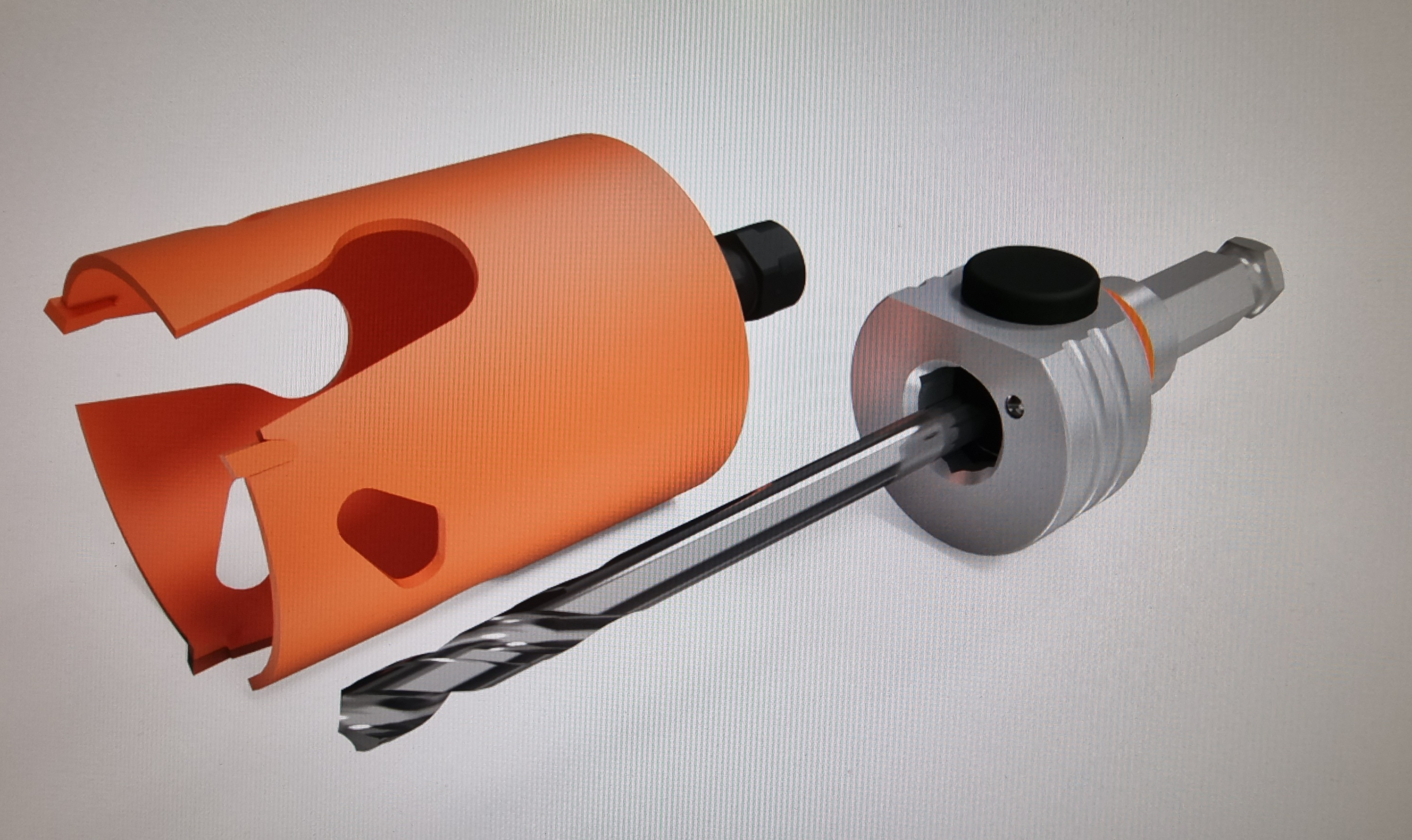
Sierra corona de carburo de tungsteno TCT con eje

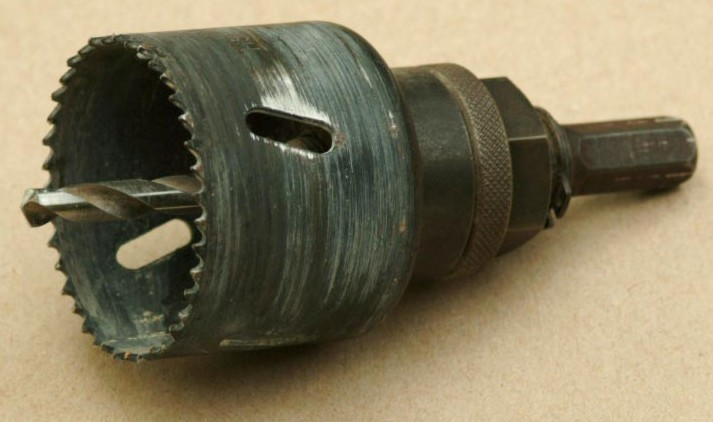
Sierra corona de con broca piloto

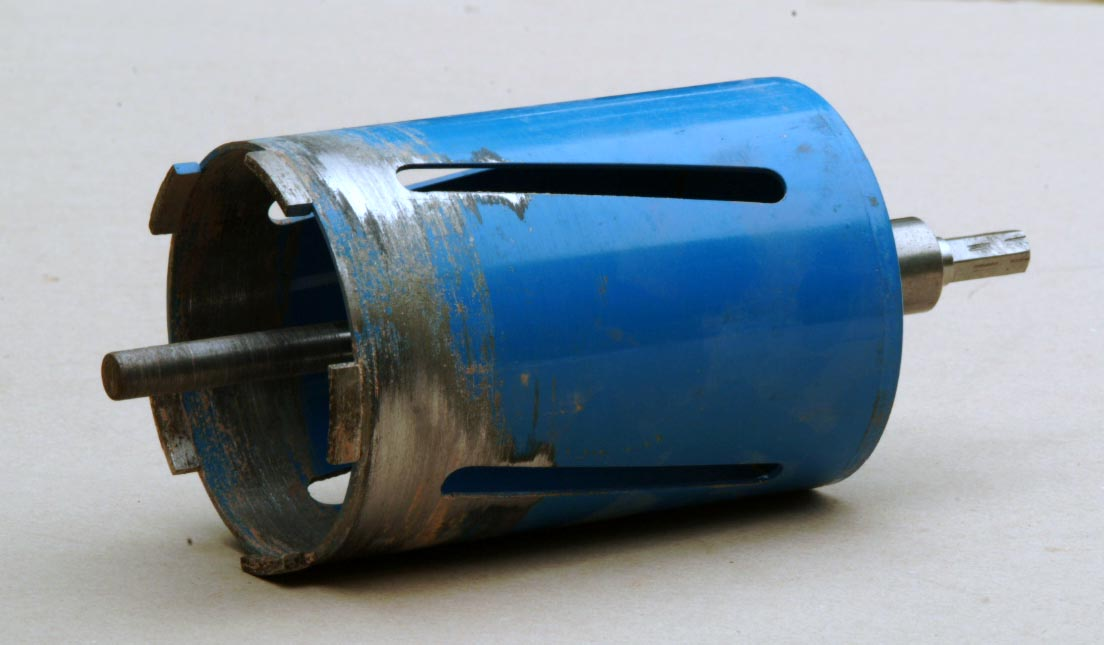
Sierra corona de diamante de

Una sierra corona, también llamada sierra de corona, es una hoja de sierra de forma cilíndrica , cuya sección anular (anillo) crea un agujero en la pieza de trabajo sin tener que cortar el material del núcleo. Se utiliza en un taladro . Las sierras corona suelen tener una broca piloto (eje) en el centro para evitar que los dientes de la sierra se desplacen. El hecho de que una sierra corona cree el orificio sin necesidad de cortar el núcleo a menudo hace que sea preferible usar brocas helicoidales o brocas de pala para orificios relativamente grandes (especialmente aquellos mayores de 25 milímetros (1 plg). El mismo agujero se puede hacer más rápido y usando menos energía.
La profundidad a la que puede cortar una sierra de corona está limitada por la profundidad de su forma de copa. La mayoría de las sierras corona tienen una relación de aspecto bastante corta de diámetro a profundidad, y se utilizan para cortar piezas de trabajo relativamente delgadas. Sin embargo, las relaciones de aspecto más largas están disponibles para aplicaciones que las justifiquen.
Cortar con una sierra corona es similar a una operación de mecanizado, llamada trepanado de orificios, en la que se hace girar una herramienta de corte parecida a una fresadora para lograr un resultado similar de corte anular y núcleo intacto.

## Construcción
La sierra consta de un cilindro de metal, generalmente de acero, montado sobre un eje . El borde de corte tiene dientes de sierra formados o diamantes industriales incrustados. El eje puede llevar una broca para perforar un orificio de centrado. Después de los primeros milímetros de corte, es posible que ya no se necesite el mecanismo de centrado, aunque ayudará a que la broca perfore sin desviarse en un agujero profundo. Las ranuras inclinadas en la pared del cilindro ayudan a sacar el polvo. La ranura del corte está diseñada para ser un poco más grande que el diámetro del resto de la sierra corona para que no se atasque en el orificio.
Las sierras de corona para usar con taladros portátiles suelen estar disponibles en diámetros de 6 a 130 mm, o en los EE. UU., de ¼ a 6 pulgadas. El único límite en la longitud del cilindro y, por lo tanto, en la profundidad del orificio, es la necesidad de retirar la broca del orificio para limpiar el polvo. Un 300 mm (11,8 plg) la longitud del cilindro no es infrecuente, aunque son habituales las brocas más cortas. Al romper el núcleo de vez en cuando y usar una extensión de vástago, un taladro de diamante puede perforar a profundidades muchas veces su longitud.
Los dientes de la sierra se utilizan para la mayoría de los materiales, como madera, plástico, yeso blando y metal . Las sierras corona de diamante se utilizan para perforar ladrillos, hormigón, vidrio y piedra .

## Tipos

### Ajustable

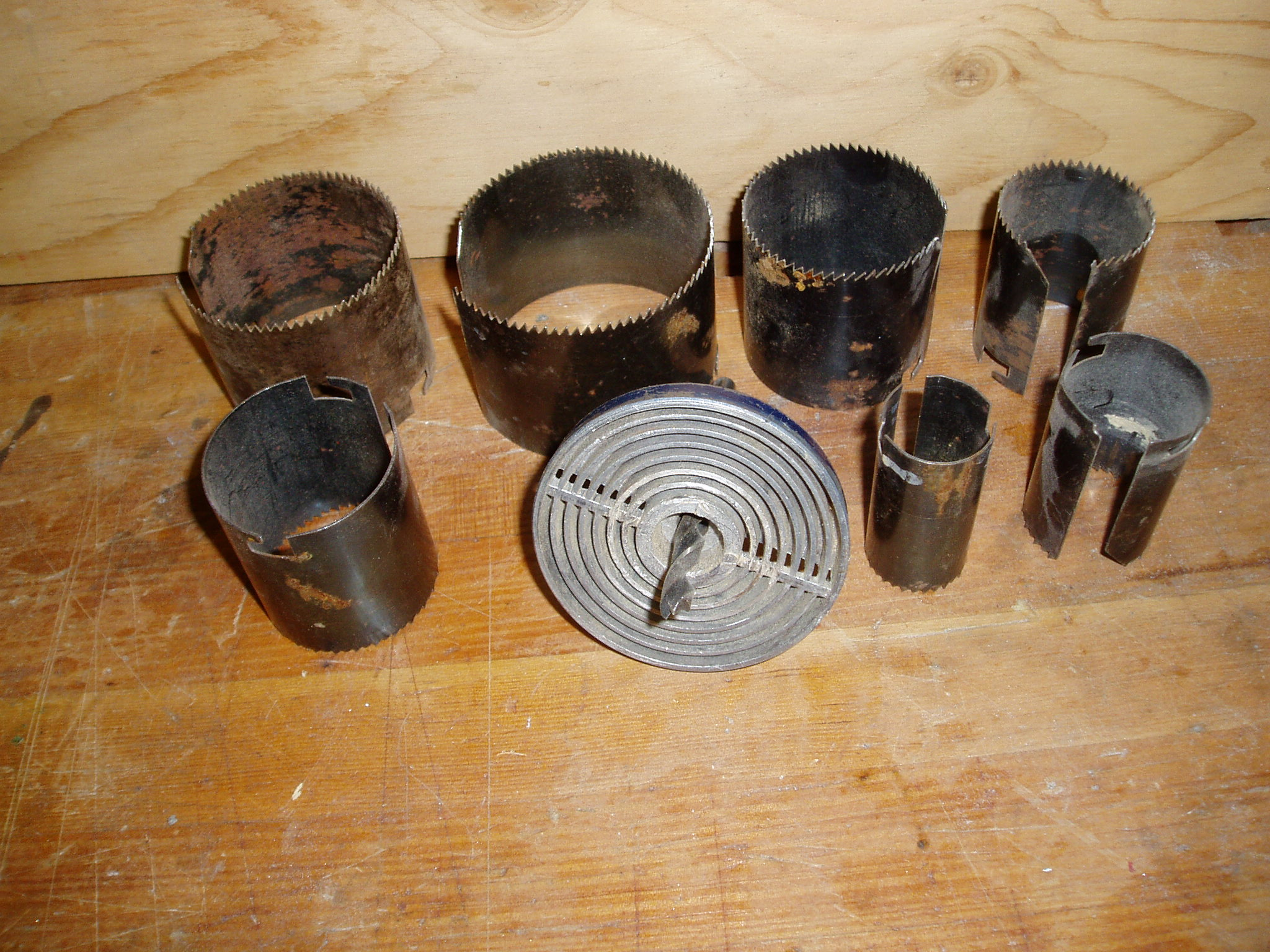
Sierra de corona ajustable

Una sierra corona ajustable consta de varias tiras delgadas de metal en forma de hoja de sierra y un disco plano con una gran cantidad de ranuras en un lado y un vástago en el otro. Al encajar las cuchillas en diferentes ranuras del disco, se puede construir una sierra corona de una amplia variedad de tamaños.

### Cortador de círculos

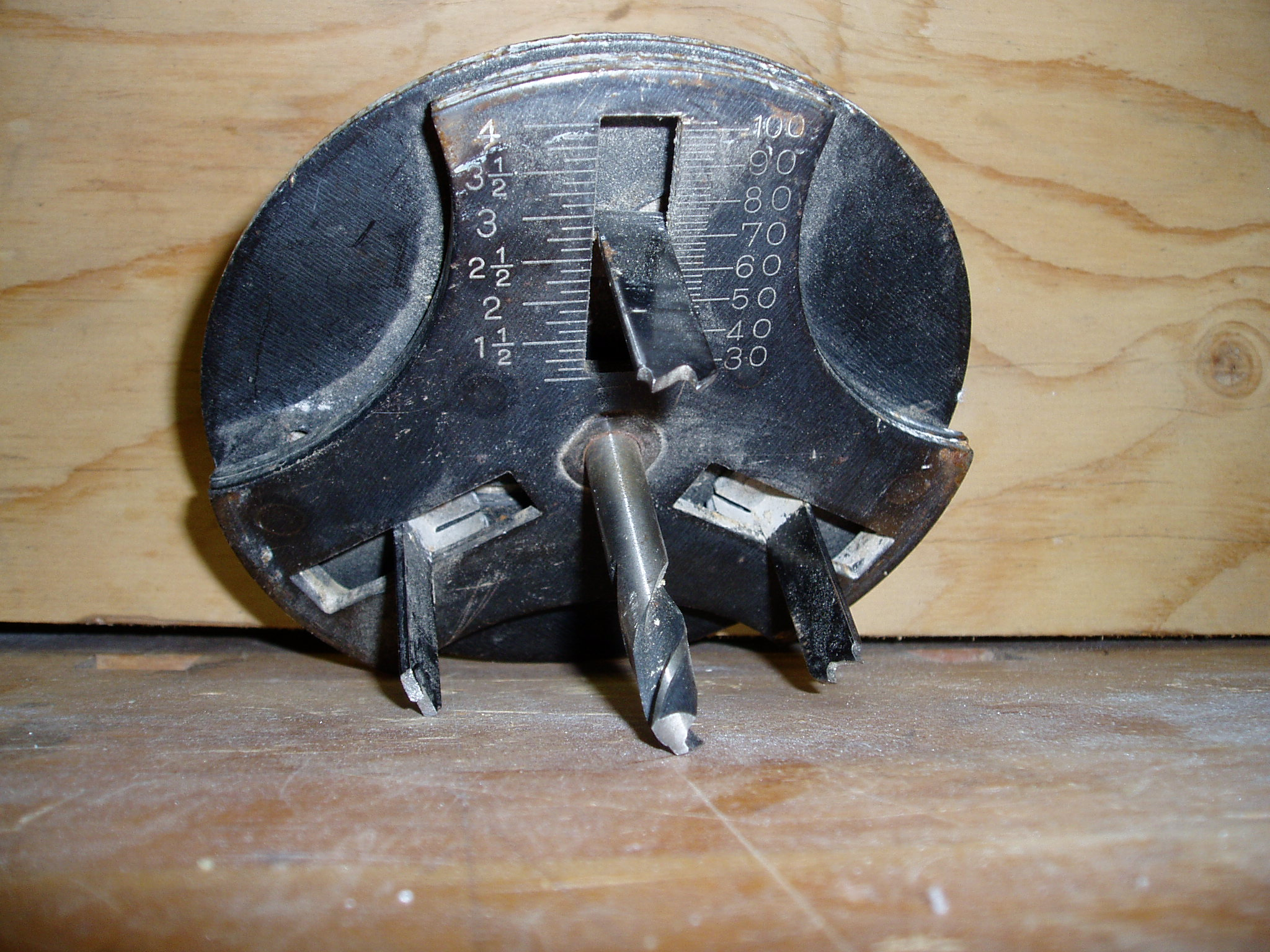
Cortador circular de sierra de corona

Otro tipo de sierra perforadora ajustable, también llamada cortadora circular, está formada por uno, dos o tres dientes ajustables en una plataforma con una broca piloto. Para cortar un agujero de cualquier tamaño, solo es necesario ajustar los dientes en la posición adecuada. Este tipo está disponible en tamaños de hasta 300 mm (1 pies) y más grandes, y se puede usar para cortar con precisión círculos grandes.

## Ventajas y desventajas
La principal ventaja sobre las brocas convencionales es la eficiencia de la sierra de corona, porque en realidad se corta muy poco del material total que se elimina, lo que en última instancia reduce el requerimiento general de energía. Otra ventaja sobre las brocas es la capacidad de tamaño más amplio. Por ejemplo, un orificio 100 milímetros (3,9 plg) requeriría un taladro helicoidal enorme, que no se puede perforar correctamente con un taladro con empuñadura de pistola o un taladro de banco; pero se puede cortar con una sierra de corona con relativa facilidad.
Algunas desventajas incluyen:
- El taladro portátil utilizado debe ser capaz de producir un par considerable a baja velocidad.
- Tienden a atascarse si se ahogan con polvo o si se les permite alejarse del eje central del agujero planificado.
- El retroceso de un taladro potente puede ser severo en algunas condiciones, y se deben usar mangos laterales largos, preferiblemente con dos operadores para orificios muy grandes.
- El tapón del núcleo a menudo se une dentro de la sierra corona y, a menudo, debe sacarse después de cortar cada orificio. A veces la palanca es bastante difícil.
- A veces, el tapón del núcleo se retuerce a la mitad del corte, creando una condición en la que el núcleo dentro de la sierra corona gira sobre la parte aún sin cortar del núcleo que aún está en la pieza de trabajo. Esto tiende a detener la acción de corte de la sierra, y si la pieza de trabajo es de madera o plástico, la fricción comenzará a chamuscarla, creando un olor a quemado y calentando la sierra de copa. Luego, el núcleo torcido debe extraerse de la sierra corona antes de que pueda continuar el corte.

## Perforadora de diamante
Las sierras corona de diamante también se denominan brocas de perforación de núcleo de diamante. Las brocas sacanúcleos de diamante soldadas con láser se pueden usar en perforación en húmedo y en seco, pero no todos los materiales a perforar son adecuados para la perforación en seco. Los materiales muy duros, como el hormigón armado, normalmente se deben perforar con agua; de lo contrario, el calor excesivo generado durante el proceso de perforación puede hacer que los diamantes de la broca sacanúcleos se vuelvan romos y, por lo tanto, provoquen un rendimiento deficiente de la perforación.
Las brocas de núcleo de diamante soldadas con materiales aglomerantes generalmente se ajustan especialmente para adaptarse a las perforaciones húmedas y secas, respectivamente. Esto puede hacer que las brocas huecas funcionen mejor en cuanto a velocidad de perforación y/o vida útil.
Las sierras corona de diamante perforarán azulejos, porcelanatos,  cualquier material lapidario.